# 1975 nos jogos eletrônicos
Em 1975, surgiram novos títulos, como Western Gun e Dungeon. O jogo de fliperama mais vendido do ano foi Speed Race da Taito, lançado como Wheels e Wheels II na América do Norte.

## Eventos
- 21 de abril: a Zanussi adquire a licença para produzir Pong da Sanders Associates.[1]
- 22 de setembro: a desenvolvedora japonesa Enix é fundada.[2]
- A Magnavox interrompe a produção do console Odyssey original.[3]

## Máquinas de fliperama mais vendidas
Os títulos seguintes foram os jogos de fliperama mais vendidos de 1975 nos Estados Unidos, de acordo com as vendas anuais de máquinas de fliperama fornecidas por Ralph H. Baer.
| Nº | Título                          | Unidades | Fabricante           | Gênero    |
| -- | ------------------------------- | -------- | -------------------- | --------- |
| 1  | Wheels / Wheels II (Speed Race) | 10.000   | Midway Manufacturing | Corrida   |
| 2  | Tank / Tank II                  | 6.000    | Kee Games            | Labirinto |
| 3  | Flim-Flam                       | 4.000    | Meadows Games        | Pong      |
| 3  | Gran Trak 20                    | 4.000    | Atari, Inc.          | Corrida   |
| 5  | PT-109                          | 1.500    | Mirco Games          | Tiro      |
| 6  | Avenger                         | 1.000    | Electra Games        | Tiro      |
| 7  | Crash 'N Score                  | 500      | Atari, Inc.          | Corrida   |
| 7  | Gun Fight (Western Gun)         | 500      | Midway Manufacturing | Tiro      |
| 7  | Jet Fighters                    | 500      | Atari, Inc.          | Tiro      |
| 7  | Shark Jaws                      | 500      | Atari, Inc.          | Ação      |
| 7  | Steeplechase                    | 500      | Atari, Inc.          | Corrida   |

## Lançamentos notáveis

### Consoles
- 12 de setembro: a Epoch lança o primeiro console de jogos eletrônicos japonês, o TV Tennis Electrotennis. O console funcionava através de uma antena de frequência ultra-alta.[5]
- Dezembro: a Atari e a Tele-Games (uma divisão da Sears, Roebuck and Company) lançam a primeira versão doméstica oficial de Pong (chamada Home Pong) através das lojas de departamento Sears.[6]
- A Magnavox lança dois novos modelos do console Odyssey: Odyssey 100 e Odyssey 200.[3]

### Jogos
- Fevereiro: a Midway lança o jogo eletrônico de corrida de fliperama Speed Race, de 1974, da Taito, na América do Norte como Wheels e Racer.[7]
- Fevereiro: a Horror Games, fundada por Nolan Bushnell, publica seu único jogo, Shark Jaws, com o objetivo de lucrar com a popularidade do filme Tubarão, de Steven Spielberg.[8]
- Setembro: a Taito lança Western Gun, o primeiro jogo eletrônico a retratar combate entre humanos.[9][10] Projetado por Tomohiro Nishikado, o jogo tinha dois controles diferentes para cada jogador, com um joystick de oito direções para mover o caubói virtual na tela e o outro para mudar a direção do tiro.[11][12]
- Novembro: a Midway lança Gun Fight, uma adaptação de Western Gun da Taito e o primeiro jogo eletrônico baseado em microprocessador.[13][14] Western Gun da Taito usava hardware baseado em lógica transistor-transistor, que a Dave Nutting Associates portou para o microprocessador Intel 8080 para seu lançamento na América do Norte.[15]
- Don Daglow desenvolve Dungeon, um dos primeiros jogos de RPG, para o PDP-10.[16]
- William Crowther desenvolve Adventure (também conhecido como Colossal Cave e ADVENT), o primeiro jogo de ficção interativa, para o PDP-10.[17]
- Rusty Rutherford desenvolve pedit5, o primeiro dungeon crawler, para o sistema PLATO.[18]
- Nürburgring 1, o primeiro jogo de corrida em primeira pessoa, foi desenvolvido na Alemanha pelo Dr. Reiner Foerst.[19][20]